# رونغو
في الأساطير الماورية، يعد رونجو أو رونجو مان تان (وأيضًا رونجو هيري، ورونجو مارا روا، ورونجو مارا روا رانجي) إلهًا رئيسيًا (للنباتات) المزروعة، ولا سيما كومارا (تهجئة كومارا kūmara في الماوري)، وهو محصول حيوي. وتشمل المحاصيل الأخرى المزروعة من قبل الماوري في أوقات التقليدية القلقاس، واليام (uwhi)، والقرع. وبسبب أصلها الاستوائي، كان من الصعب زراعة معظم هذه المحاصيل إلا في أقصى شمال الجزيرة الشمالية، ومن هنا جاءت أهمية رونغو في نيوزيلندا.
كان أيضًا إلهًا مهمًا للزراعة وإله الحرب في جزر كوك الجنوبية، خاصة في مانجايا حيث كانت مرايا أكورو وأورونجو مركزًا لعبادته؛ حيث تم تقديم القلقاس المطبوخ والتضحيات البشرية له؛ لضمان النجاح في المعركة وخصوبة الأرض.

## فصل الوالدين البدائيين
في قصة إنشاء قبائل الزورق أراوا، وافق رونغو، مع إخوانه تو، وتان، وتانجروا، وهوميا تيكيتيكي، على ضرورة فصل الوالدين البدائيين رانجي وبابا للسماح بدخول ضوء النهار إلى العالم. الأخ السادس، توهيريميا، إله العواصف، لم يوافق على ذلك وبعد ذلك هاجم إخوته بغضب شديد. رونغو وهوميا، إله الطعام البري، لجأوا إلى جسد بابا، الأرض الأم، التي أخفتهم حتى مرت العاصفة (غراي 1956: 7، تريجير 1891: 424، أوربيل 1998: 121).

## كومارا
في اللغة الماورية، يمكن أن تعني رونغو «السلام» (بعد الحرب). يتم تصوير رونغو عمومًا على أنه خالق كومارا، وهو نبات مرتبط بالسلام؛ ربما لأن الزراعة المكثفة المطلوبة كانت أفضل أداء في أوقات السلم.
في تقاليد Ngāti Awa، رونغو هو ابن تان وأب كومارا، لكن رجل يدعى رونغو ماوي يسافر إلى وهاني، حيث يسرق منها كومارا ويعود إلى الأرض معها.
تم وضع تماثيل صغيرة تمثل رونغو ذات مرة بجانب حقول كومارا.

## رونجو في جزر كوك
في أساطير جزر كوك الجنوبية، كان رونغو إله الزراعة وأحد أبناء فاتيا (الأب السماوي) وبابا (أم الأرض). وكان شقيقه التوأم تانغاروا Tangaroa، إله البحر. كان رونغو الإله الرئيسي لمانغايا.
في أسطورة مانجيان الأصلية، رفع أبناء رونجو بزوجته تافاكي (ابنته من قبل زوجته تي بو تاتانجو) ورانجي وموكويرو وأكاتاويرا، جزيرة مانغايا إلى خارج العالم السفلي، ليصبحوا أول مستوطنين أسلاف قبيلة نغا أريكي، مع رانجي أصبح أول رئيس. كان الاسم التقليدي للجزيرة هو A'u A'u، والذي يعني حرفيًا «المدرجات»، وهو اختصار لـ A'u A'u Nui o Rongo ki te Ao Marama («أرض رونجو العظيمة المدهشة في أرض النهار»).

## قائمة المراجع
- G. Grey, Polynesian Mythology, Illustrated edition, reprinted 1976. (Whitcombe and Tombs: Christchurch), 1956.
- M. Orbell, The Concise Encyclopedia of Māori Myth and Legend (Canterbury University Press: Christchurch), 1998.
- E.R. Tregear, Maori-Polynesian Comparative Dictionary (Lyon and Blair: Lambton Quay), 1891.
- Patrick V. Kirch, "Natural Experiments of History" anthology edited by Jared Diamond and James A. Robinson, Chapter one "Controlled Comparison and Polynesian Cultural Evolution" by Patrick V. Kirch, pages 28 & 29, (The Belknap Press of Harvard University Press Cambridge, Massachusetts & London, England), 2010.